# Gro

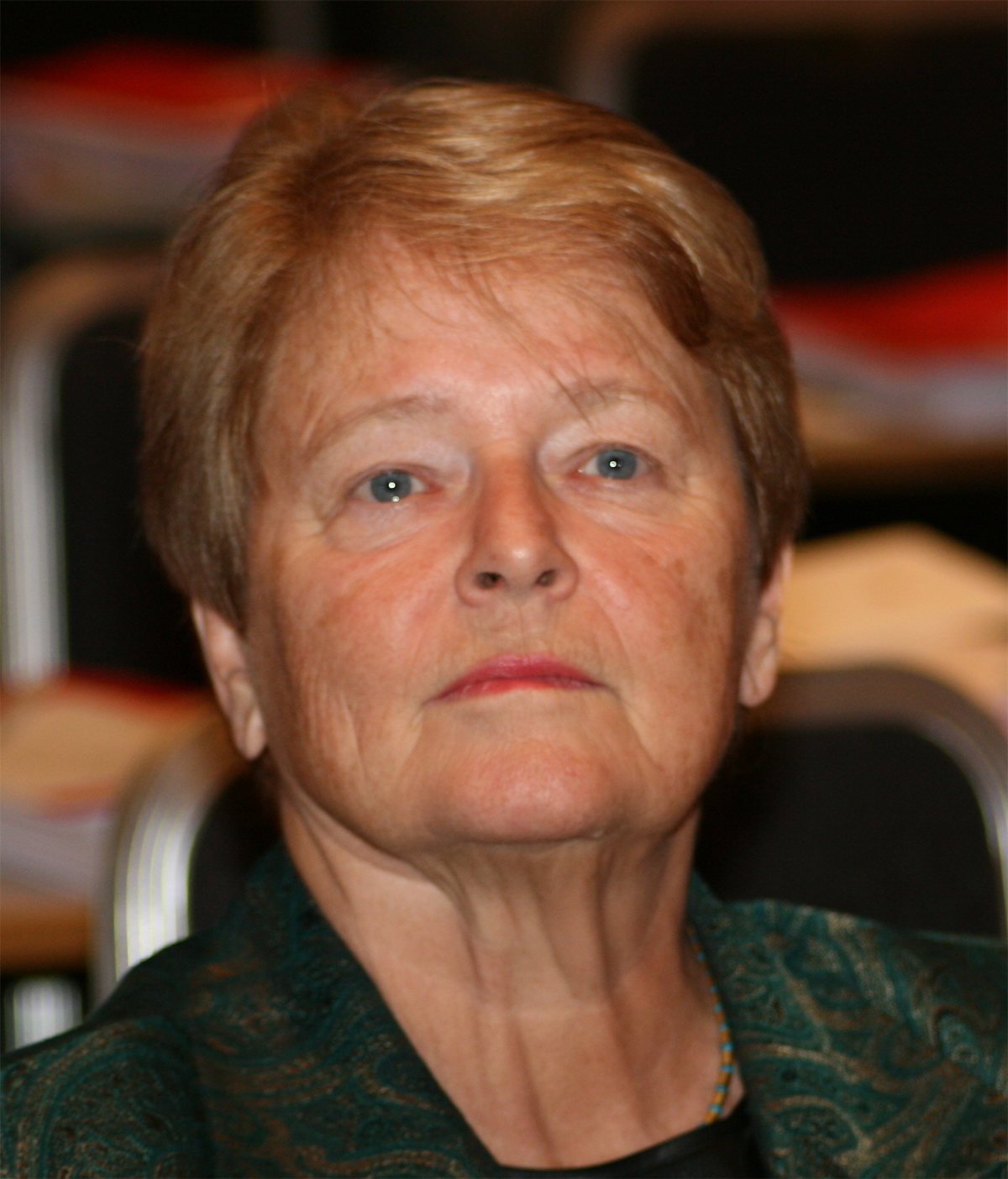
Gro Harlem Brundtland

Gro är ett norskt namn som anses vara förknippat med ordet gro, växa. Det kan också vara en nordisk form av det keltiska ordet gruach som betyder kvinna. Namnet finns på runinristningar och har förekommit i Sverige sedan 1000-talet.
En annan variant av namnet är Groa. I nordisk mytologi var Groa en völva.
Den 31 december 2014 fanns det totalt 190 kvinnor folkbokförda i Sverige med namnet Gro, varav 114 bar det som tilltalsnamn. Motsvarande siffror för Groa var 12 respektive 4.
Namnsdag: saknas

## Personer med namnet Gro
- Gro Dahle, norsk författare
- Gro Espeseth, norsk fotbollsspelare
- Gro Hammerseng, norsk handbollsspelare
- Gro Harlem Brundtland, fd norsk statsminister
- Gro Marit Istad Kristiansen, norsk skidskytt
- Gro Solemdal, norsk skådespelare
- Gro Steinsland, norsk religionshistoriker